# 雙位元組字元集
| 單位元組字元 | A         |
| 單位元組字元 | ASCII編碼 |
| 單位元組字元 | 41        |
|              |           |
| 雙位元組字元 | 中        |
| 雙位元組字元 | Big5編碼  |
| 雙位元組字元 | A4 A4     |

雙位元組字元集（Double Byte Character Set，縮寫：DBCS）是指電腦的字元編碼中，使用了兩個位元組的所有字元集合。這種字元集以漢語、日語和韓語（合稱CJK，即Chinese、Japanese、Korean的首字母）的字元最具代表性，所以有時也專指CJK的字元集。